# Drucat

Drucat este o comună în departamentul Somme, Franța. În 1 ianuarie 2022 avea o populație de 902 de locuitori.